# Любители бабочек
«Любители бабочек» (иер. трад. 金枝玉葉, упр. 金枝玉叶, кант.-рус.: Гам чи юк ип, англ. The Lovers) — гонконгская мелодрама 1994 года режиссёра Цуй Харка. Главные роли в фильме исполнили Никки У, Чарли Ян, Элвис Цуй и Кэрри Ын.
Картина получила пять номинаций на 14-й Гонконгской кинопремии, одержав победу в категории «Лучшая музыка».

## Сюжет
В 337 году нашей эры престиж семьи был чрезвычайно высок. Чтобы укрепить статус династии и удержать власть, глава клана Чжу захотел обручить свою единственную дочь Чук Ин той (Чарли Ян) с префектом из клана Ма. Чук переодевается мужчиной и идёт учиться, так как женщинам в то время обучаться воспрещается.

## В ролях
- Никки У[англ.] — Люн Сан Пак
- Чарли Ян — Чук Ин той
- Элвис Цуй[англ.] — мастера Чук
- Кэрри Ын — Син Юк Тин
- Лау Шун — Чон Квай
- Сун Син[англ.] — Монах
- Линда Лау — мадам Юен
- Хау Бинь-ин — Инженю
- Юен Сэм — мистер Чинг
- Шум Хой-юн — мадам Люн
- Питер Хо[англ.] — Тин Монг-чун

## Награды и номинации
| Награды                     | Награды                             | Награды                                  | Награды   |
| Кинопремия                  | Категория                           | Лауреат / претендент                     | Результат |
| --------------------------- | ----------------------------------- | ---------------------------------------- | --------- |
| 14-я Гонконгская кинопремия | Лучшая режиссёрская работа          | Цуй Харк                                 | Номинация |
| 14-я Гонконгская кинопремия | Лучшая женская роль второго плана   | Кэрри Ын                                 | Номинация |
| 14-я Гонконгская кинопремия | Лучшая работа художника             | Уильям Чан, Чон Квок-Вин                 | Номинация |
| 14-я Гонконгская кинопремия | Лучшая работа художника по костюмам | Уильям Чан, Чун Квок-Винг                | Номинация |
| 14-я Гонконгская кинопремия | Лучшая музыка                       | Марк Лю, Джеймс Вон, Вон Ин-Ва, Уильям У | Победа    |
| 31-я Золотая лошадь         | Лучший адаптированный сценарий      | Шэрон Хуэй, Цуй Харк                     | Номинация |